# Газокомпресорна служба
Газокомпре́сорна слу́жба (від газ, компресор) (рос.газокомпрессорная служба; англ. gas compressor service of compressor shop (department); нім. Gaskompressordienst m der Kompressorabteilung f) — у газовій промисловості — виробничий експлуатаційний персонал, який обслуговує основне технологічне обладнання та споруди компресорного цеху і забезпечує безперебійність, ефективність, економічність та безпеку його роботи за умови додержання вимог із захисту довкілля та людей від небезпечних виробничих факторів.